# Ariane 2

Foguete Ariane 2 preparado para lançar o satélite Intelsat VA F-13.

O Ariane 2 foi um foguete descartável europeu, que foi usado por seis lançamentos entre os anos de 1986 e 1989. Foi um membro da família de foguetes Ariane, e foi produzido pela Aérospatiale na França.
O Ariane 2 foi derivado do anterior Ariane 1, com um aumento das primeira e terceira fases. Sua capacidade de carga foi aumentada para 2.175 kg (4.795 £) a uma órbita de transferência geoestacionária. Ele voou pela primeira vez em 31 de maio de 1986 levando o satélite Intelsat VA F-14. Devido a terceira fase não ter conseguido inflamar, o foguete foi destruído por segurança. Seguindo este, mais cinco lançamentos foram conduzidos, todos os quais foram bem sucedidas. O último lançamento do Ariane 2 ocorreu no dia 2 de abril de 1989, colocando com sucesso o satélite Tele-X em órbita.

## Lançamentos
- 1º Ariane-2 V-18: lançamento do satélite Intelsat VA F-14 em 31 de maio de 1986
- 2º Ariane-2 V-20: lançamento do satélite TV-Sat 1 em 21 de novembro de 1987
- 3º Ariane-2 V-23: lançamento do satélite Intelsat VA F-13 em 17 de maio de 1988
- 4º Ariane-2 V-26: lançamento do satélite TDF 1 em 28 de outubro de 1988
- 5º Ariane-2 V-28: lançamento do satélite Intelsat VA F-15 em 27 de janeiro de 1989
- 6º Ariane-2 V-30: lançamento do satélite Tele-X em 2 de abril de 1989